# MP-655K
МР-655К — пневматический газобаллонный пистолет, выпускаемый на Ижевском механическом заводе.

## История создания
Разработан конструкторами Константином Никитиным и Георгием Романовым.

Прототип впервые демонстрировался на выставке «Оружие и охота 2006» в Москве.

Серийно выпускается с апреля 2008 года.

## Описание
Пневматический пистолет воспроизводит внешний вид пистолета Ярыгина (ПЯ «Грач»).

Габаритные размеры: 200x150x40 мм, масса без снаряжения — 700 г, дульная энергия — до 3 Дж. 
Пистолет сконструирован для стрельбы стальными шариками BB или свинцовыми пулями типа «Диаболо». Магазин бункерного типа вмещает до 100 пуль BB, барабан вмещает 8 свинцовых пуль типа «Диаболо».
Предназначен для развлекательной стрельбы, приобретения первоначальных навыков в обращении с оружием, а также для стрельбы в стиле IPSC Один газовый баллончик позволяет произвести до 150 выстрелов.
Модель оснащена:
• устройством блокировки ударно-спускового механизма для предотвращения холостой стрельбы;
• указателем наличия и количества пуль ВВ в бункере;
• двумя барабанами для стрельбы пулями «Диаболо» и пулями ВВ.
Для стрельбы используются 12-граммовые баллончики с СО2.
Ударно-спусковой механизм предполагает стрельбу как самовзводом, так и с предварительным взводом курка. Предусмотрен механизм предупреждения холостого выстрела, указатель количества пуль в бункере магазина.

Предохранитель и защёлка выбрасывания магазина расположены с обеих сторон, что делает удобной стрельбу как с правой, так и с левой руки. Блоубэк отсутствует.
Пистолет не пользуется большой популярностью в отличие от МР-654К.